# 島田宏
島田 宏（しまだ ひろし、1956年11月10日 - ）は、日本のプロレスラー。

## 経歴
アマチュアレスリングの選手として、大東文化大学、自衛隊体育学校、東京三洋電機などで活動。
1991年9月20日、W★ING伊勢崎市第二市民体育館大会において、社会人レスリング時代の同僚でもある茂木正淑を相手にデビュー。
2000年、栃木県のアマチュアプロレス団体「格闘技団体EAGLE」のプロ化に尽力し、自らもプロ化したイーグルプロレスに所属。
2010年5月23日、イーグルプロレス邑楽町大会において、イーグル・ソルジャーとタッグを組み天龍源一郎&折原昌夫組と対戦。
2013年5月26日、イーグルプロレス邑楽町大会において、高山善廣とタッグを組み折原昌夫&舞牙組と対戦。
木村浩一郎らとともに「北関東プロレスの重鎮」として長らく活動し、還暦を過ぎた現在でも所属するイーグルプロレスのほか、ペイントレスラーのグレート・ポーゴとしてWWSに出場している。

## 人物
折原昌夫・茂木正淑は三洋電機レスリング部コーチ時代の教え子。三洋電機時代は、ラグビー部もタックルの指導という形で関わっていた。
谷津嘉章とは小学校からの知り合いでレスリング仲間であったなど、プロキャリア入りするのは遅いものの一目置かれる存在であり、社会人として仕事をしながらプロレス業界を俯瞰してみるという立ち位置をキープしていた。

## タイトル歴
- PWCヘビー級王座

## 得意技
島田式ボディプレス
ジャンピングボム
エルボードロップ
ラリアット